# Liste der Eisenbahnstrecken in China
Dies ist eine Liste chinesischer Eisenbahnstrecken.

## Einleitung
Die Namen der Eisenbahnen werden im Chinesischen ausschließlich mit Kürzeln angegeben. „Bai-A-Eisenbahn“ (白阿铁路; Pinyin: Bai-A tieguo) bedeutet „Baicheng-Arxan-Eisenbahn“, d. h. die Bahnstrecke von der Stadt Baicheng 白城 in der chinesischen Provinz Jilin nach Arxan (阿尔山 A'ershan), Innere Mongolei. Einige der Strecken sind noch in Arbeit bzw. Planung.

## Übersicht
- Bai-A-Bahn 白阿铁路 (Baicheng–Arxan)

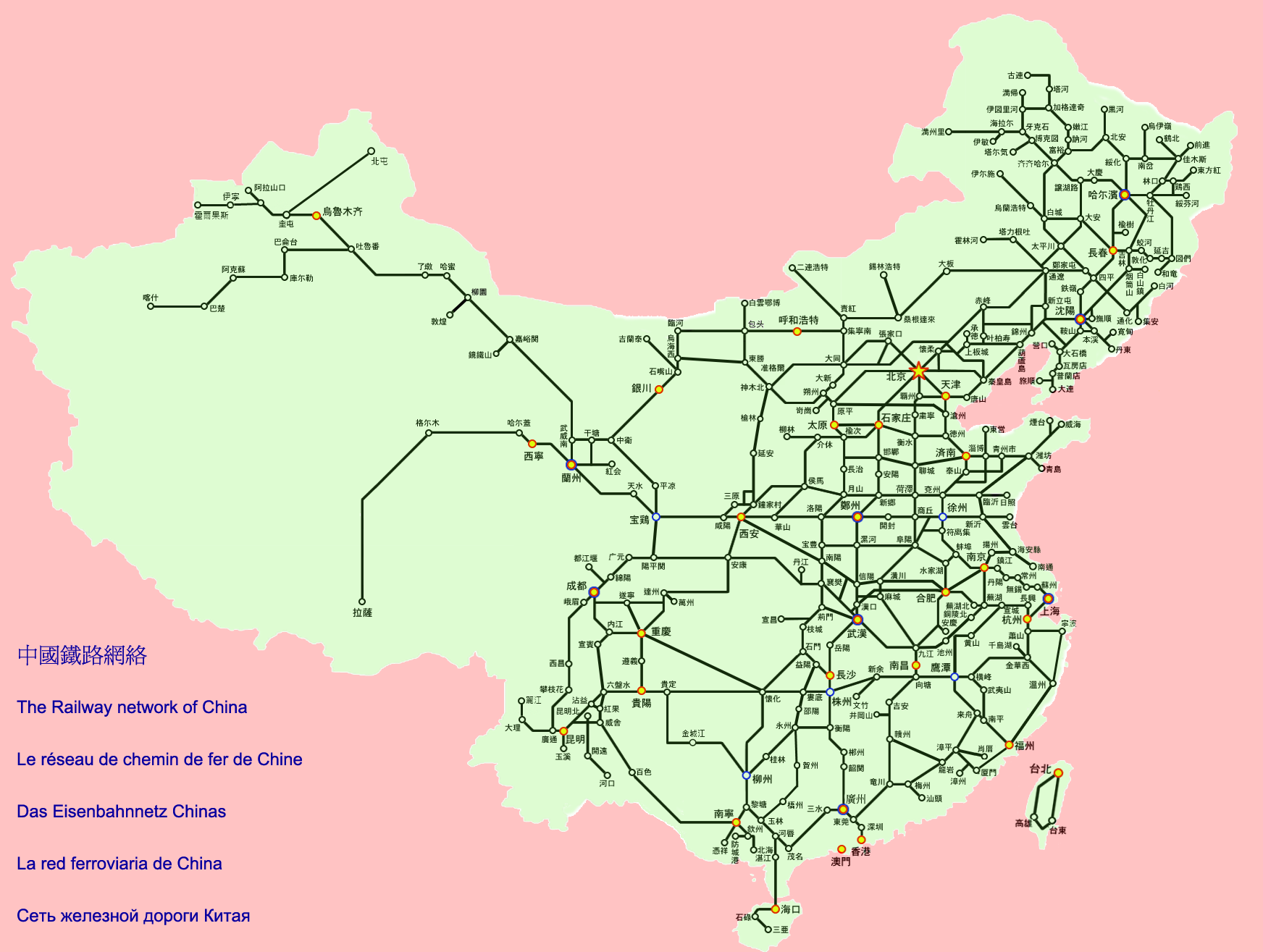
Eisenbahnnetz Chinas (2010)

- Bao-Bai-Eisenbahnstrecke 包白铁路 (Baotou–Bayan Kuang [Baiyun Kuang])
- Bao-Ringlinie 包环铁路 (Baotou)
- Bao-Lan-Eisenbahnstrecke 包兰铁路 (Baotou–Lanzhou)
- Bao-Shen-Eisenbahnstrecke 包神铁路 (Baotou–Shenmu)
- Bao-Shi-Eisenbahnstrecke 包石铁路 (Baotou–Shiguai)
- Bao-Xi-Eisenbahnstrecke 包西铁路 (Baotou–Xi’an)
- Bao-Cheng-Linie 宝成铁路 (Baoji–Chengdu)
- Bao-Zhong-Eisenbahnstrecke 宝中铁路 (Baoji–Zhongwei)
- Bei-Hei-Eisenbahnstrecke 北黑铁路 (Bei’an–Heihe)
- Bei-Jiang-Eisenbahnstrecke 北疆铁路 (Ürümqi–Dsungarische Pforte [Bahnhof Alashankou])
- Bin-Bei-Eisenbahnstrecke 滨北铁路 (Sankeshu–Bei’an)
- Bin-Sui-Eisenbahnstrecke 滨绥铁路 (Harbin–Suifenhe)
- Bin-Zhou-Eisenbahnstrecke 滨洲铁路 (Harbin–Manjur)
- Bo-Lin-Eisenbahnstrecke 博林铁路 (Boketu–Songling)
- Bo-Qi-Eisenbahnstrecke 勃七铁路 (Boli–Qitaihe)

- Cao-Guan-Eisenbahnstrecke 草官铁路 (Caoba–Guanjiashan)
- Chang-Bai-Eisenbahnstrecke 长白铁路 (Changchun–Baichang)
- Chang-Da-Eisenbahnstrecke 长大铁路 (Changchun–Dalian)
- Chang-Jing-Eisenbahnstrecke 长荆铁路 (Changjiangbu–Jingmen)
- Chang-Tu-Eisenbahnstrecke 长图铁路 (Changchun–Tumen)
- Cheng-Kun-Eisenbahnstrecke 成昆铁路 (Chengdu–Kunming)
- Cheng-Yu-Eisenbahnstrecke 成渝铁路 (Chengdu-Chongqing)
- Chi-Da-Bai-Eisenbahnstrecke 赤大白铁路 (Baiyinhua–Daban–Chifeng)
- Chuan-Qian-Eisenbahnstrecke 川黔铁路 (Chongqing–Guiyang)

- Da-Cheng-Eisenbahnstrecke 达成铁路 (Dazhou–Chengdu)
- Da-Wan-Eisenbahnstrecke 达万铁路 (Dazhou–Wanzhou)
- Da-Cai-Long-Eisenbahnstrecke 大莱龙铁路 (Dajiawa–Caizhou–Longkou)
- Dali-Lijiang-Eisenbahnstrecke 大理丽江路
- Da-Mu-Eisenbahnstrecke 大牡铁路 (Dalian–Mudanjiang)
- Da-Qin-Eisenbahnstrecke 大秦铁路 (Datong–Qinhuangdao) – vorrangig Kohle
- Da-Rui-Eisenbahnstrecke 大瑞铁路 (Dali–Ruili)
- Da-Zheng-Eisenbahnstrecke 大郑铁路 (Dahushan–Zhengjiatun)
- De-Long-Eisenbahnstrecke 德龙铁路 (Dezhou–Yantai)
- Dian-Zang-Eisenbahnstrecke 滇藏铁路 (Yunnan–Tibet)
- Dong-Bian-Dao-Eisenbahnstrecke 东边道铁路 (Suifenhe–Dalian)
- Dong-Wu-Eisenbahnstrecke 东乌铁路 (Dongsheng–Wuhai)
- Dunhuang-Eisenbahnstrecke 敦煌铁路 (Jiayuguan–Dunhuang)

- Fen-Wen-Eisenbahnstrecke 分文铁路 (Fenyi–Wenzhu)
- Feng-Sha-Eisenbahnstrecke 丰沙铁路 (Fengtai–Shacheng)
- Feng-Zhun-Eisenbahnstrecke 丰准铁路 (Fengzhen–Jung-Gar-Banner)
- Fu-Ma-Eisenbahnstrecke 福马铁路 (Fuzhou–Mawei)
- Fu-Xia-Eisenbahnstrecke 福厦铁路 (Fuzhou–Xiamen)
- Fu-Xi-Eisenbahnstrecke 富西铁路

- Gan-Wu-Eisenbahnstrecke 干武铁路 (Gantang–Wuweinan)
- Gan-Long-Eisenbahnstrecke 赣龙铁路 (Ganzhou–Longyan)
- Gou-Hai-Eisenbahnstrecke 沟海铁路 (Goubangzi–Tangwangshan)
- Guang-Da-Eisenbahnstrecke 广大铁路 (Guangtong–Dali)
- Guang-Mao-Eisenbahnstrecke 广茂铁路 (Guangzhou–Maoming)
- Guang-Mei-Shan-Eisenbahnstrecke 广梅汕铁路 (Guangzhou–Meizhou–Shantou)
- Guang-San-Eisenbahnstrecke 广三铁路 (Guangzhou–Sanshui)
- Guang-Shen-Eisenbahnstrecke 广深铁路 (Guangzhou–Shenzhen)
- Guang-Zhu-Eisenbahnstrecke 广珠铁路 (Guangzhou–Zhuhai)
- Gui-Kun-Eisenbahnstrecke 贵昆铁路 (Guiyang–Kunming)

- Ha-Da-Eisenbahnstrecke 哈大铁路 (Harbin–Dalian)
- Ha-Jia-Eisenbahnstrecke 哈佳铁路 (Harbin–Jiamusi)
- Hai-Xiu-Eisenbahnstrecke 海岫铁路 (Haicheng–Xiuyan)
- Han-Chang-Eisenbahnstrecke 邯长铁路 (Handan–Changtaibei)
- Han-Ji-Eisenbahnstrecke 邯济铁路 (Handan–Jinan)
- Han-Dan-Eisenbahnstrecke 汉丹铁路 (Wuhan (Hankou)–Danjiangkou)
- Han-Yi-Eisenbahnstrecke 汉宜铁路 (Wuhan–Yichang)
- Hang-Yong-Eisenbahnstrecke 杭甬铁路 (Ningbo–Xiaoshan)
- He-Chun-Eisenbahnstrecke 合唇铁路 (Hepu–Hechun)
- He-Jiu-Eisenbahnstrecke 合九铁路 (Hefei–Jiujiang)
- He-Ning-Eisenbahnstrecke 合宁铁路 (Hefei–Nanjing)
- He-Wu-Eisenbahnstrecke 合武铁路 (Hefei–Wuhan)
- He-Xi-Eisenbahnstrecke 合西铁路 (Hefei–Xi’an)
- Heng-Ma-Eisenbahnstrecke 横麻铁路 (Hengdian–Macheng)
- Heng-Nan-Eisenbahnstrecke 横南铁路 (Hengfeng–Nanping)
- Heng-Cha-Ji-Eisenbahnstrecke 衡茶吉铁路 (Hengyang–Chaling-Ji’an)
- Hou-Xi-Eisenbahnstrecke 侯西铁路 (Houma–Xi’an)
- Hou-Yue-Eisenbahnstrecke 侯月铁路 (Houma–Yueshan)
- Hu-Han-Rong-Eisenbahnstrecke 沪汉蓉铁路 (Shanghai–Wuhan–Chengdu)
- Hu-Hang-Eisenbahnstrecke 沪杭铁路 (Shanghai–Hangzhou)
- Hu-Ning-Eisenbahnstrecke 沪宁铁路 (Shanghai–Nanjing)
- Hu-Tong-Eisenbahnstrecke 沪通铁路 (Shanghai–Nantong)
- Hu-Kun-Eisenbahnstrecke 沪昆铁路 (Shanghai–Kunming)
- Huai-Fu-Eisenbahnstrecke 淮阜铁路 (Huainan–Fuyang)
- Huai-Nan-Eisenbahnstrecke 淮南铁路
- Huang-Da-Eisenbahnstrecke 黄大铁路
- Huang-Wan-Eisenbahnstrecke 黄万铁路 (Huanghua (Huanghua nanzhan)–Wanjia (Wanjia matou))
- Jiayuguan-Ceke-Eisenbahnstrecke 嘉策铁路 (Jiayuguan-Ceke)
- Ji-Tong-Eisenbahnstrecke 集通铁路 (Jining–Tongliao)
- Ji-Shu-Eisenbahnstrecke 吉舒铁路 (Jilin (Stadt)–Shulan)
- Ji-Er-Eisenbahnstrecke 集二铁路 (Jining (Ulanqab)–Eren Hot)
- Jiao-Ji-Eisenbahnstrecke 胶济铁路 (Qingdao (Jiaozhou)–Jinan)
- Jiao-Xin-Eisenbahnstrecke 胶新铁路 (Jiaozhou–Xinyi)
- Jiao-Liu-Eisenbahnstrecke 焦柳铁路 (Jiaozuo–Liuzhou)
- Jin-Qian-Eisenbahnstrecke 金千铁路 (Jinhua xizhan–Qiandao Hu zhan)
- Jin-Tai-Eisenbahnstrecke 金台铁路 (Jinhua–Taizhou)
- Jin-Wen-Eisenbahnstrecke 金温铁路 (Jinhua–Wenzhou)
- Jing-Bao-Eisenbahnstrecke 京包铁路 (Peking–Baotou)
- Jing-Cheng-Eisenbahnstrecke 京承铁路 (Peking–Chengde)
- Jing-Guang-Eisenbahnstrecke 京广铁路 (Peking–Guangzhou)
- Jing-Ha-Eisenbahnstrecke 京哈铁路 (Peking–Harbin)
- Jing-Hu-Eisenbahnstrecke 京沪铁路 (Peking–Shanghai)
- Jing-Jiu-Eisenbahnstrecke 京九铁路 (Peking–Kowloon)
- Jing-Tong-Eisenbahnstrecke 京通铁路 (Peking–Tongliao)
- Jing-Yuan-Eisenbahnstrecke 京原铁路 (Peking–Yuanping)
- Jing-Yi-Huo-Eisenbahnstrecke 精伊霍铁路 (Jinghe–Gulja–Korgas)
- Jing-Sha-Eisenbahnstrecke 荆沙铁路 (Jingmen–Shashi)
- Jin-Cheng-Eisenbahnstrecke 锦承铁路 (Jinzhou–Chengde)

- Kui-A-Eisenbahnstrecke 奎阿铁路 (Kuytun–Altay (Kreis Burqin))
- Kun-He-Eisenbahnstrecke 昆河铁路 (Kunming–Hekou)
- Kun-Yu-Eisenbahnstrecke 昆玉铁路 (Kunming–Yuxi)

- La-Bin-Eisenbahnstrecke 拉滨铁路 (Lafa (Großgemeinde)–Binjiang (Harbin))
- Lan-Qing-Eisenbahnstrecke 兰青铁路 (Lanzhou–Xining)
- Lan-Xin-Eisenbahnstrecke 兰新铁路 (Lanzhou–Ürümqi (Xinjiang))
- Lan-Yu-Eisenbahnstrecke 兰渝铁路 (Lanzhou–Chongqing)
- Lan-Yan-Eisenbahnstrecke 蓝烟铁路 (Lancun–Yantai)
- Lasa-Linzhi-Eisenbahnstrecke 拉萨—林芝铁路 (Lhasa-Nyingchi)
- Liao-Xi-Eisenbahnstrecke 辽溪铁路 (Liaoyang–Benxi)
- Luoding-Eisenbahnstrecke 罗定铁路
- Luo-Bao-Eisenbahnstrecke 漯宝铁路
- Luo-Fu-Eisenbahnstrecke 漯阜铁路 (Luohe–Fuyang)
- Luo-Zhan-Eisenbahnstrecke 洛湛铁路 (Luoyang-Zhanjiang)
- Li-Zhan-Eisenbahnstrecke 黎湛铁路 (Litang–Zhanjiang)
- Li-Cha-Eisenbahnstrecke 醴茶铁路 (Liling–Chaling)
- Lin-Ce-Eisenbahnstrecke 临策铁路 (Linhe-Ceke)
- Lin-Dong-Eisenbahnstrecke 林东铁路
- Liu-Zhao-Eisenbahnstrecke 柳肇铁路 (Liuzhou–Zhaoqing)
- Long-Sha-Eisenbahnstrecke 龙厦铁路
- Long-Yan-Eisenbahnstrecke 龙烟铁路 (Longyan–Xiamen)
- Long-Hai-Eisenbahnstrecke 陇海铁路 (Lianyungang–Lanzhou)
- Long-Huang-Eisenbahnstrecke 隆黃铁路 (Longchang–Huangtong)

- Mei-Ji-Eisenbahnstrecke 梅集铁路 (Meihekou–Ji’an)
- Mei-Kan-Eisenbahnstrecke 梅坎铁路 (Meizhou–Kanshi)
- Meng-Bao-Eisenbahnstrecke 蒙宝铁路 (Mengzi-Baoxiu)
- Mu-Jia-Eisenbahnstrecke 牡佳铁路 (Mudanjiang–Jiamusi)
- Mu-Tu-Eisenbahnstrecke 牡图铁路 (Mudanjiang–Tumen)

- Nan-Fang-Eisenbahnstrecke 南防铁路 (Nanning–Fangchenggang)
- Nan-Jiang-Eisenbahnstrecke 南疆铁路 (Turfan–Kaschgar)
- Nan-Kun-Eisenbahnstrecke 南昆铁路 (Nanning–Kunming)
- Nei-Kun-Eisenbahnstrecke 内昆铁路 (Neijiang–Kunming)
- Ning-Jing-Eisenbahnstrecke 宁静铁路 (Ningwu–Jingle)
- Ning-Ke-Eisenbahnstrecke 宁岢铁路 (Ningwu–Kelan)
- Ning-Qi-Eisenbahnstrecke 宁启铁路 (Nanjing–Qidong)
- Ning-Tong-Eisenbahnstrecke 宁铜铁路 (Nanjing–Tongling)
- Ning-Wu-Eisenbahnstrecke 宁芜铁路 (Nanjing–Wuhu)
- Ning-Xi-Eisenbahnstrecke 宁西铁路 (Nanjing–Xi’an)
- Nen-Lin-Eisenbahnstrecke 嫩林铁路 (Nenjiang–Gulian) (Da Xing’an Ling linqu)

- Ping-Nan-Eisenbahnstrecke 平南铁路 (Pinghu (Shenzhen)-Nanshan (Shenzhen))
- Ping-Qi-Eisenbahnstrecke 平齐铁路 (Qiqihar–Siping)
- Ping-Yan-Eisenbahnstrecke 平盐铁路 (Yantian–Pinghu)
- Fu-Dong-Eisenbahnstrecke 浦东铁路 (Pudong)

- Qi-Bei-Eisenbahnstrecke 齐北铁路 (Qiqihar–Bei’an)
- Qian-Gui-Eisenbahnstrecke 黔桂铁路 (Liuzhou–Guiyang) Guizhou-Guangxi
- Qin-Bei-Eisenbahnstrecke 钦北铁路
- Qing-Fu-Eisenbahnstrecke 青阜铁路 (Qinglongshan (Huaibei)–Fuyang)
- Qing-Lu-Eisenbahnstrecke 青芦铁路 (Qingting–Luling)
- Qing-Zang-Eisenbahnstrecke 青藏铁路 (Xining-Lhasa)
- Qing-Xin-Eisenbahnstrecke 青新铁路 (Qinghai–Xinjiang) Golmud-Korla

- San-Mao-Eisenbahnstrecke 三茂铁路 (Sanshui–Longhua)
- Shen-Da-Eisenbahnstrecke 沈大铁路 (Shenyang–Dalian)
- Shen-Dan-Eisenbahnstrecke 沈丹铁路 (Shenyang–Dandong)
- Shen-Ji-Eisenbahnstrecke 沈吉铁路 (Shenyang–Jilin (Stadt))
- Shen-Huang-Eisenbahnstrecke 神黄铁路 (Shendong meitian (Shenmu–Huanghuagang) (Cangzhou))
- Shen-Shuo-Eisenbahnstrecke 神朔铁路 (Shenmu–Shuozhou)
- Shen-Yan-Eisenbahnstrecke 神延铁路 (Shenmu–Yan’an)
- Shi-Chang-Eisenbahnstrecke 石长铁路 (Shimenxian–Changsha)
- Shi-De-Eisenbahnstrecke 石德铁路 (Shijiazhuang–Dezhou)
- Shi-Tai-Eisenbahnstrecke 石太铁路 (Shijiazhuang–Taiyuan)
- Shui-Bai-Bahn 水柏铁路 (Shuicheng–Baiguo)
- Si-Mei-Eisenbahnstrecke 四梅铁路 (Siping–Meihekou)
- Su-Fu-Eisenbahnstrecke 苏抚铁路 (Sujiadun–Fushun)
- Shuo-Huang-Eisenbahnstrecke 朔黄铁路

- Tai-Zhong-Eisenbahnstrecke 太中铁路 (Taiyuan–Zhongwei–Yinchuan)
- Tao-Wei-Eisenbahnstrecke 桃威铁路 (Taocun–Weihai)
- Tang-Tai-Eisenbahnstrecke 汤台铁路 (Tangyin-Taiqian)
- Tong-Huo-Eisenbahnstrecke 通霍铁路 (Tongliao–Huolinhe)
- Tong-Rang-Eisenbahnstrecke 通让铁路 (Tongliao–Ranghulu)
- Tong-Jiu-Eisenbahnstrecke 铜九铁路 (Tongling–Jiujiang)
- Tong-Pu-Eisenbahnstrecke 同蒲铁路 (Datong–Puzhou (Fenglingdu))
- Tu-Gui-Eisenbahnstrecke 图佳铁路 (Tumen–Jiamusi)

- Wai-Fu-Eisenbahnstrecke 外福铁路 (Waiyang–Fuzhou)
- Wan-Gan-Eisenbahnstrecke 皖赣铁路 (Wuhu–Yingtan)
- Wei-Ya-Eisenbahnstrecke 苇亚铁路 (Weihe–Yabuli)
- Wei-Ta-Eisenbahnstrecke 魏塔铁路 (Weizhangzi–Tashan)
- Wen-Fu-Eisenbahnstrecke 温福铁路 (Wenzhou–Fuzhou)
- Wu-Jiu-Eisenbahnstrecke 武九铁路 (Wuchang–Jiujiang)
- Wu-Ma-Eisenbahnstrecke 武麻铁路 (Hengdian–Macheng)

- Xi-Kang-Eisenbahnstrecke 西康铁路 (Xi’an–Ankang)
- Xi-Ping-Eisenbahnstrecke 西平铁路 (Xi’an–Pingliang)
- Xi-Yan-Eisenbahnstrecke 西延铁路 (Xi’an–Yan’an)
- Xia-Shen tielu 厦深铁路 (Xiamen–Shenzhen)
- Xiang-Yu-Eisenbahnstrecke 襄渝铁路 (Xiangfan–Chongqing)
- Xiang-Gui-Eisenbahnstrecke 湘桂铁路 (Hengyang–Pingxiang)
- Xiang-Qian-Eisenbahnstrecke 湘黔铁路 (Zhuzhou–Guiyang)
- Xiao-Yong-Eisenbahnstrecke 萧甬铁路 (Xiaoshan–Ningbo)
- Xin-Chang-Eisenbahnstrecke 新长铁路 (Xinyi–Changxing)
- Xin-Kun-He-Eisenbahnstrecke 新昆河铁路
- Xin-Yan-Eisenbahnstrecke 新兖铁路 (Xinxiang–Yanzhou)
- Xin-Yi-Eisenbahnstrecke 新义铁路 (Xinlitun–Yixian)
- Xin-Yue-Eisenbahnstrecke 新月铁路 (Xinxiang–Yueshan)
- Xin-Zang-Eisenbahnstrecke 新藏铁路
- Xin-Tai-Eisenbahnstrecke 辛泰铁路 (Xindian–Tai’an)
- Xu-Pei-Eisenbahnstrecke 徐沛铁路 (Yuzhou–Pei)
- Xuan-Hang-Eisenbahnstrecke 宣杭铁路 (Xuancheng–Hangzhou)
- Xiang-Le-Eisenbahnstrecke 向乐铁路
- Xiang-Liang-Eisenbahnstrecke 向梁铁路 (Xiangtang–Liangjiadu)??
- Xiang-Tan-Eisenbahnstrecke 向潭铁路 (Xiangtang–Tangangcun)

- Yan-Da-Eisenbahnfähre 烟大铁路轮渡 (Yantai–Dalian)
- Yan-Shi-Eisenbahnstrecke 兖石铁路 (Yanzhou–Shijiusuogang) (Rizhao)
- Ya-Lin-Eisenbahnstrecke 牙林铁路 (Yakeshi–Mangui)
- Yang-An-Eisenbahnstrecke 阳安铁路 (Yangpingguan–Ankang)
- Yang-She-Eisenbahnstrecke 阳涉铁路
- Ye-Chi-Eisenbahnstrecke 叶赤铁路 (Yeboshou–Chifeng)
- Yi-Jia-Eisenbahnstrecke 伊加铁路 (Yitulihe–Jiagedaqi)
- Yi-Wan-Eisenbahnstrecke 宜万铁路 (Yichang–Wanzhou)
- Ying-Xia-Eisenbahnstrecke 鹰厦铁路 (Yingtan–Xiamen)
- Yong-Tai-Wen-Eisenbahnstrecke 甬台温铁路 (Ningbo–Taizhou–Wenzhou)
- Yu-Huai-Eisenbahnstrecke 渝怀铁路 (Chongqing–Huaihua)
- Yu-Li-Eisenbahnstrecke 渝利铁路 (Chongqing–Lichuan)
- Yu-Sui-Eisenbahnstrecke 渝遂铁路 (Chongqing–Suining)
- Yue-Hai-Bahn 粤海铁路 (Guangdong–Hainan) Zhanjiang-Haikou-Sanya
- Yun-San-Eisenbahnstrecke 运三铁路 (Yuncheng–Sanmenxia)

- Zhang-Long-Kan-Eisenbahnstrecke 漳龙坎铁路 (Zhangping–Longyan)
- Zhang-Quan-Xiao-Eisenbahnstrecke 漳泉肖铁路 (Zhangping–Quanzhou–Xiaocuo)
- Zhe-Gan-Eisenbahnstrecke 浙赣铁路 (Hangzhou–Zhuzhou)
- Zi-Dong-Eisenbahnstrecke 淄东铁路 (Zibo–Dongying)
- Zhong-Ji-Wu-Eisenbahnstrecke 中吉乌铁路 (Bahnstrecke China–Kirgisistan–Usbekistan)
- Zhong-Lao-Eisenbahnstrecke 中老铁路 (Bahnstrecke China-Laos)
- Zhong-Mian-Eisenbahnstrecke 中缅铁路 (Bahnstrecke China-Myanmar)
- Zhong-Yue-Eisenbahnstrecke 中越铁路 (Bahnstrecke China-Vietnam)
- Zhun-Dong-Eisenbahnstrecke 准东铁路 (Jung-Gar-Banner–Dongsheng)
- Zhun-Shuo-Eisenbahnstrecke 准朔铁路 (Jung-Gar-Banner–Shuozhou)